# Liste der Supermärkte in Österreich
Die Liste der Supermärkte in Österreich umfasst Supermarktketten und einige spezialisierte Supermärkte in Österreich.

## Geschichte
Supermärkte entstanden Anfang der 1950er Jahre mit dem damals neuen und noch unüblichen Konzept der Selbstbedienung. Der erste in Österreich geführte Supermarkt nach dem Selbstbedienungsprinzip war Konsum, der am 27. Mai 1950 in Linz eröffnet wurde.
Karl Wlaschek gründete 1953 in Wien-Margareten eine Parfümerie und verkaufte Markenartikel zu Diskontpreisen. Später übertrug er dieses Konzept auf den Lebensmittelbereich und übernahm ebenfalls das Selbstbedienungsprinzip. Ab dem Jahr 1961 wurden Karl Wlascheks Läden in Billa umbenannt.
Hans F. Reisch gründete 1954 die Handelsvereinigung SPAR Tirol/Pinzgau. Etwa hundert selbstständige Kaufleute schlossen sich zusammen und nach und nach entstanden immer mehr Spar-Märkte. Seit 1959 ist Spar in ganz Österreich flächendeckend vertreten.

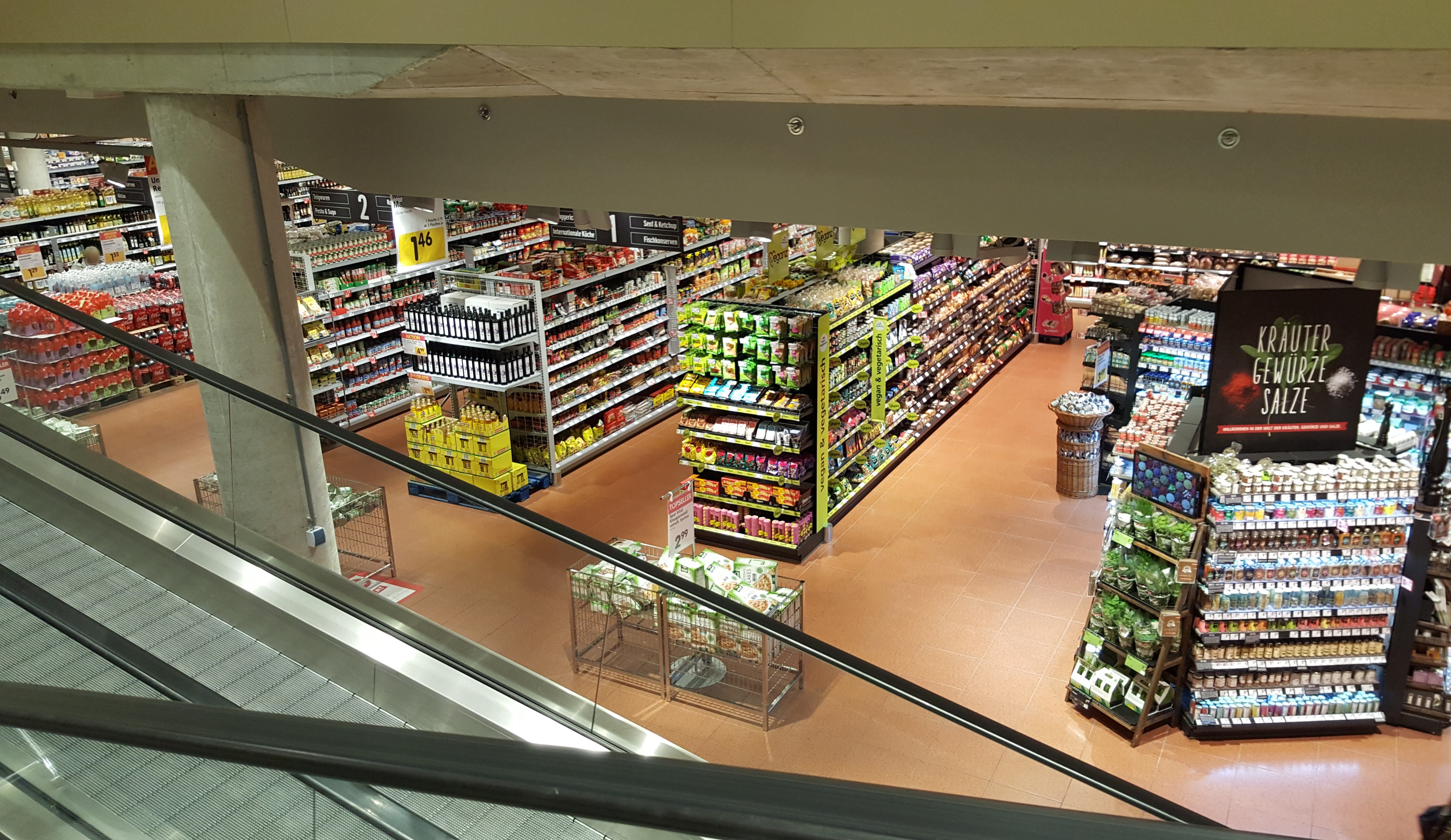
Interspar in Wien-Floridsdorf

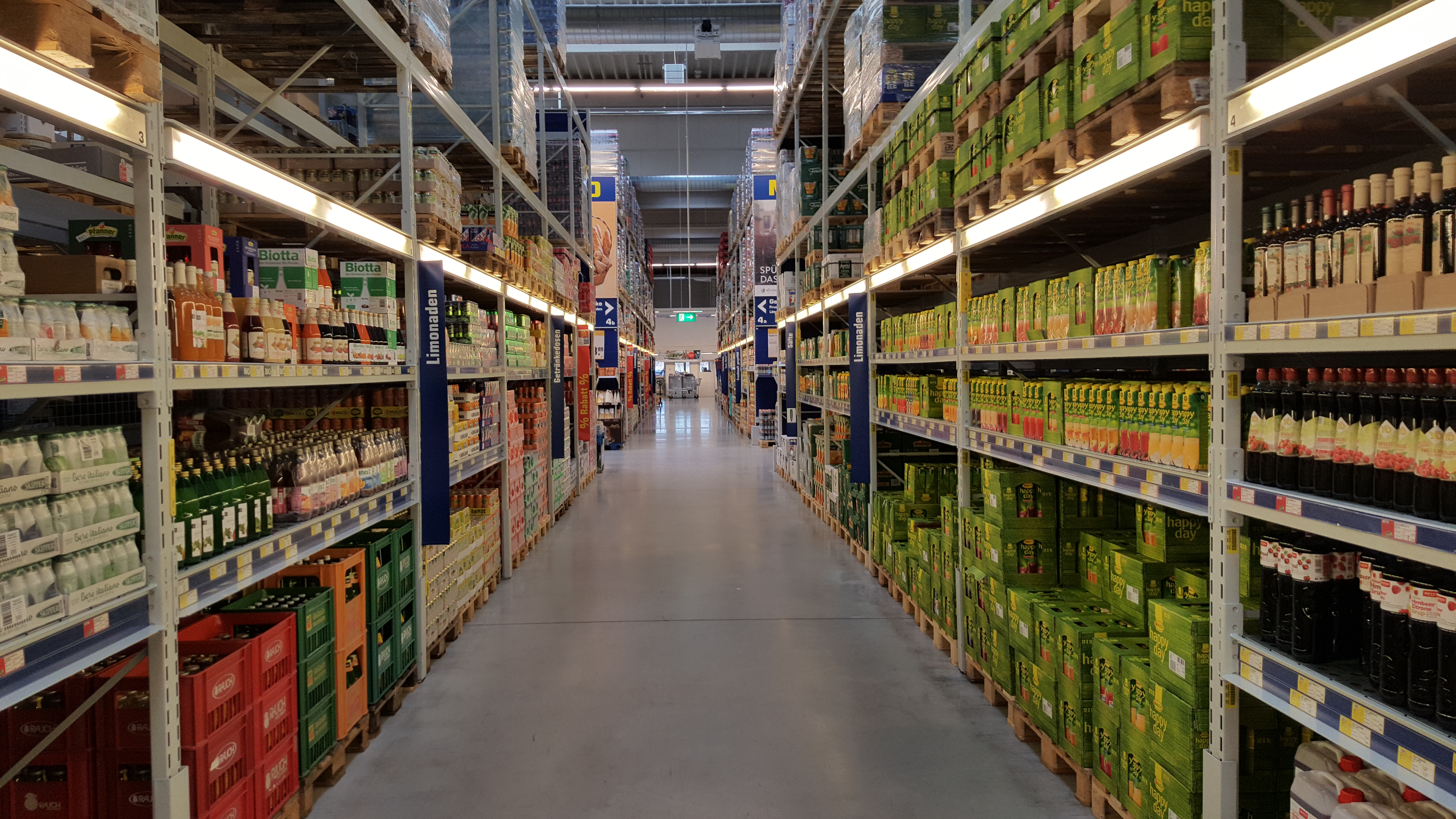
Metro Österreich in Wien-Simmering

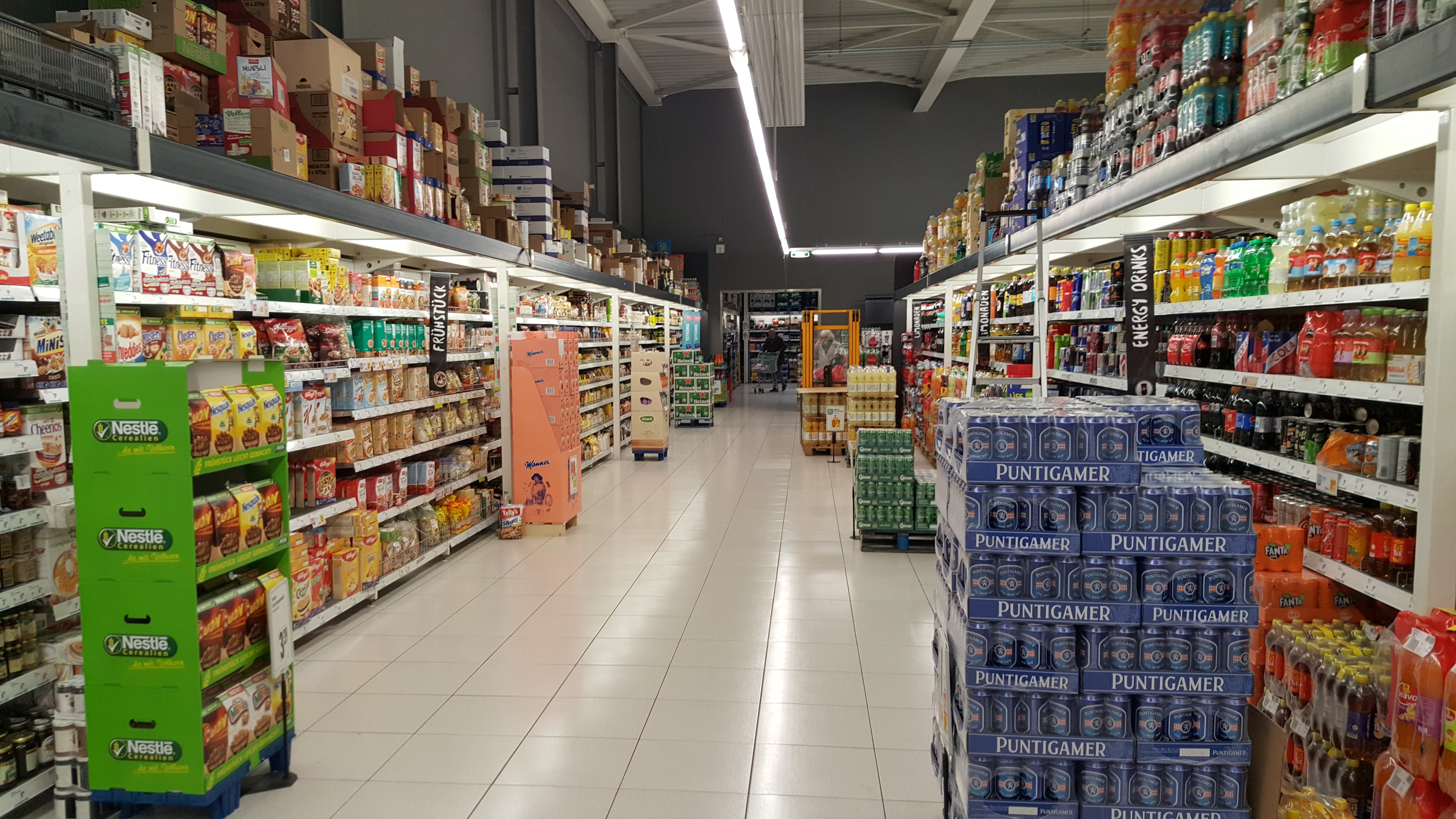
BillaPlus (damals Merkur) in Wien-Floridsdorf

## Liste österreichischer Supermärkte
Diese Liste zeigt eine Auflistung von Supermärkten und Hypermärkten in Österreich. (Stand: April 2021)
| Name                        | Filialen | Geschäftstyp                          | Firmensitz             | Dachgesellschaft                           |
| --------------------------- | -------- | ------------------------------------- | ---------------------- | ------------------------------------------ |
| ADEG                        | 257      | Supermarkt                            | Österreich Deutschland | Rewe International AG                      |
| AckerBox                    | 11       | Regionaler Supermarkt                 | Österreich             | myAcker GmbH                               |
| basic                       | 2        | Biomarkt                              | Deutschland            | Dennree Naturkost GmbH                     |
| Billa                       | 1.105    | Supermarkt                            | Österreich Deutschland | Billa Rewe International                   |
| BillaPlus (früher Merkur)   | 140      | Supermarkt, Hypermarkt                | Österreich Deutschland | Billa Rewe International                   |
| Billa Corso                 | 4        | Supermarkt mit hochwertigen Produkten | Österreich Deutschland | Billa Rewe International                   |
| Denn’s Biomarkt             | 28       | Biomarkt                              | Deutschland            | Dennree Naturkost GmbH                     |
| Etsan                       | 32       | Supermarkt mit Ethno-Food             | Österreich             | BASAK Handels GmbH                         |
| Feneberg                    | 1        | Supermarkt                            | Deutschland            | Feneberg                                   |
| Hofer                       | 500+     | Discounter                            | Deutschland            | Aldi Süd                                   |
| Lidl                        | 250+     | Discounter                            | Deutschland            | Lidl                                       |
| Maximarkt                   | 7        | Hypermarkt                            | Österreich             | Spar Österreich                            |
| Metro                       | 12       | Cash & Carry                          | Deutschland            | Metro Cash & Carry                         |
| Mix Markt                   | 9        | Supermarkt mit Ethno-Food             | Deutschland            | Mix Markt                                  |
| MPreis                      | 257      | Supermarkt                            | Österreich             | MPREIS                                     |
| Nah & Frisch                | 498      | Regionaler Supermarkt                 | Österreich Schweiz     | Markant (Handelsunternehmen)               |
| Norma                       | 21       | Discounter                            | Deutschland            | Norma                                      |
| Okay                        | 5        | Kleinsupermarkt                       | Österreich             | KOVI WarenhandelsgesmbH                    |
| Penny-Markt                 | 300      | Discounter                            | Deutschland            | Rewe International                         |
| Pro Kaufland und Welas Park | 2        | Hypermarkt                            | Deutschland            | Rewe International                         |
| Spar                        | 1.534    | Supermarkt, Hypermarkt                | Österreich             | Spar Österreich                            |
| Sutterlüty                  | 25       | Supermarkt                            | Österreich             | Sutterlüty Handels GmbH                    |
| Transgourmet                | 9        | Großmarkt, Cash & Carry               | Österreich             | Transgourmet Österreich Egger-Lienz-Gruppe |
| Unimarkt                    | 126      | Supermarkt                            | Österreich             | Unimarkt                                   |

## Öffnungszeiten

### Allgemein
Die Öffnungszeiten von Supermärkten und Lebensmittelgeschäften wurden mit einer ab dem 1. Jänner 2008 gültigen Novelle des Öffnungszeitengesetzes 2003 neu geregelt. Hiernach dürfen Geschäfte Montag bis Freitag von 6 bis 21 Uhr und Samstag von 6 bis 18 Uhr geöffnet sein. Zusätzlich gibt es einige Ausnahmeregelungen, die das Öffnen an Sonn- und Feiertagen erlauben.

### Im Alltag
Die meisten Supermärkte öffnen Montag bis Samstag zwischen 7 und 7:40 Uhr und schließen Montag bis Freitag zwischen 19 und 20 Uhr, am Samstag um 18 Uhr. An Verkehrsknotenpunkten wie Bahnhöfen und Flughäfen sowie in Touristengebieten können abweichende Öffnungszeiten gelten. An Sonntagen (Stand: September 2022) haben österreichweit 190 Spar-Filialen, neun Billa-Filialen und diverse andere, z. B. auch Kleinsupermärkte wie Okay oder der U3 Supermarkt in der U-Bahn-Station unter dem Westbahnhof in Wien, am Sonntag geöffnet.
Auch Lebensmittelgeschäfte, die zusätzlich eine Bäckerei, ein Restaurant oder eine Verköstigung von warmen Speisen anbieten und diese in ihrem Geschäftslokal integriert haben, können am Sonntag öffnen.